# ديفون أندرسون
ديفون أندرسون (بالإنجليزية: Devon Anderson)‏ هو مقدم تلفزيوني وممثل بريطاني، ولد في 4 أبريل 1987 في المملكة المتحدة.

## أعمال

### أفلام
- (1997) سبايس ورلد[2]

## وصلات خارجية
- ديفون أندرسون على موقع IMDb (الإنجليزية)
- ديفون أندرسون على موقع قاعدة بيانات الفيلم (الإنجليزية)